# Macquartia grisea
Macquartia grisea är en tvåvingeart som först beskrevs av Fallen 1810.  Macquartia grisea ingår i släktet Macquartia och familjen parasitflugor. Arten är reproducerande i Sverige. Inga underarter finns listade i Catalogue of Life.